# Thevitella alphalis
Thevitella alphalis is een vlinder uit de familie van de grasmotten (Crambidae), uit de onderfamilie van de Acentropinae. De wetenschappelijke naam van deze soort is voor het eerst gepubliceerd in 1863 door Pierre Viette.
De soort komt voor in Madagaskar.